# ミリツァ・ニコラエヴナ
ミリツァ・ニコラエヴナ （セルビア語キリル文字:Милица Николајевна、1866年7月14日 - 1951年9月5日）は、ロシアの皇族、ロシア大公妃。ピョートル・ニコラエヴィチ大公の妻。
のちのモンテネグロ王ニコラ1世とその妻ミレナ・ヴコティッチの次女として、ツェティニェで生まれた。1889年、ピョートル大公とサンクトペテルブルクで結婚。4子をもうけた。
- マリナ（1892年 - 1981年）
- ロマン（1896年 - 1978年）
- ナジェジダ（1898年 - 1988年）
- ソフィヤ（1898年） - ナジェジダの双子の姉妹

ミリツァは、妹アナスタシア（スタナ）とともに神秘思想に傾倒し、兄弟である彼女らの夫もまた同様であり、この二組の夫婦は「黒い家族」というあだ名を付けられ、20世紀初頭のロシア宮廷で非常に影響力を持っていた。ニコライ2世一家へグリゴリー・ラスプーチンを紹介したのも彼女たちであった。
ピョートル大公一家と兄ニコライ大公夫妻はロシア革命後に脱出し、1951年にアレクサンドリアで死去。